# Sistema de documentos de arquivo
É um sistema de informação que captura, gere e faculta o acesso a documentos de arquivo ao longo dos tempos.

## Documento de arquivo
É um documento produzido, recebido e mantido a fim de provar e/ou informar por uma organização ou pessoa, no cumprimento das suas obrigações legais ou na condução das suas actividades. É a mais pequena unidade arquivística, indivisível do ponto de vista funcional. 

### Características
O documento de Arquivo deve espelhar aquilo que foi comunicado, decidido ou a ação que foi tomada; deve ser capaz de suportar as necessidades do negócio com que se relaciona e ser usado para fins de atribuição de responsabilidade; deve incluir ou ser de forma persistente associado a meta - informação necessária para documentar uma transação, caracteriza-se pela sua:
- Autenticidade, garantindo que a sua conservação permanece intacta, sem qualquer alteração.
- Fidedignidade, sendo digno de crédito, representando de modo fiel as transações, atividades ou factos que atesta.
- Integridade permanecendo o seu conteúdo completo e inalterado.
- Utilização através da sua localização, recuperação, apresentação e interpretação no contexto das funções e atividades da organização.

## Sistema de arquivo
É um sistema de informação desenvolvido com o propósito de armazenar e recuperar documentos de arquivo e organizado para controlar as funções específicas de produção, armazenamento e acesso a documentos de arquivo, para salvaguardar a sua autenticidade e fidedignidade. Garante a manutenção e a preservação ao longo do tempo de documentos de arquivo autênticos, fidedignos e acessíveis.

### Concepção e implementação
1. Investigação Preliminar: identificação e documentação da função, missão e estrutura da organização, através de recolha de informação sobre o ambiente político e organizacional, factores críticos e pontos fracos na gestão de documentos de arquivo.
2. Análise funcional: reconhecer e documentar cada função, atividade, transação, e estabelecer a respectiva hierarquia, conceder um plano de classificação, identificar e documentar o fluxo dos processos de negócio e as respectivas transações de controlo de acesso.
3. Identificação de requisitos: dos documentos de prova e de informação sobre cada função organizacional, atividade e transação, satisfeitos através da produção de documentos de arquivo.
4. Avaliação de Sistemas existentes: sobre o seu desempenho, atendendo aos requisitos dos documentos de arquivo.
5. Identificação de estratégias: para cumprimento dos requisitos de documentos de arquivo.
6. Desenho do Sistema de Arquivo: de modo que este deva suportar e não dificultar os processos de negócio.
7. Implementação do Sistema de Arquivo: sob a forma de gestão de projeto.
8. Controlo, ajustamento e revisão: através da recolha sistemática de informação sobre o desempenho do Sistema de Arquivo, saber os indicadores de desempenho, efectuar monitorizações e avaliações contínuas e desenvolver ações corretivas.

### Características
- Fidedignidade ao permitir que sejam integrados de forma sistemática todos os documentos produzidos no âmbito da atividade que o Sistema abarca, ao organizar os documentos de modo que estes reflitam a entidade que os produz e os seus processos de negócio, ao proteger os documentos de alterações, eliminações ou transferências não autorizadas, ao funcionar sistematicamente como a fonte primária de informação sobre as ações documentadas e ao fornecer acesso a todos os documentos relevantes e a meta-informação relacionada.
- Integridade ao possibilitar que o documento permaneça completo e inalterado, aplicando medidas de controlo, como a monitorização de acesso, verificação de utilizadores, eliminação autorizada e segurança.
- Conformidade em virtude dos Sistemas geridos estarem de acordo com os requisitos organizacionais.
- Inteligibilidade na gestão dos documentos que resultam da totalidade das atividades da organização.
- Sistematização em virtude de todos os documentos serem produzidos, geridos e mantidos sistematicamente.